# Vouziers (quận)
Quận Vouziers là một quận của Pháp, nằm ở tỉnh Ardennes, ở vùng Grand Est. Quận này có 8 tổng và 123 xã.

## Các đơn vị hành chính

### Các tổng
Các tổng của quận Vouziers là: 
1. Attigny
2. Buzancy
3. Le Chesne
4. Grandpré
5. Machault
6. Monthois
7. Tourteron
8. Vouziers

### Các xã
Các xã của quận Vouziers, và mã INSEE là: 
| 1. Alland'Huy-et-Sausseuil (08006)          | 2. Apremont (08017)                       | 3. Ardeuil-et-Montfauxelles (08018) |
| 4. Attigny (08025)                          | 5. Aure (08031)                           | 6. Authe (08033)                    |
| 7. Autruche (08035)                         | 8. Autry (08036)                          | 9. Ballay (08045)                   |
| 10. Bar-lès-Buzancy (08049)                 | 11. Bayonville (08052)                    | 12. Beffu-et-le-Morthomme (08056)   |
| 13. Belleville-et-Châtillon-sur-Bar (08057) | 14. Belval-Bois-des-Dames (08059)         | 15. Bouconville (08074)             |
| 16. Boult-aux-Bois (08075)                  | 17. Bourcq (08077)                        | 18. Brieulles-sur-Bar (08085)       |
| 19. Briquenay (08086)                       | 20. Brécy-Brières (08082)                 | 21. Buzancy (08089)                 |
| 22. Cauroy (08092)                          | 23. Challerange (08097)                   | 24. Champigneulle (08098)           |
| 25. Charbogne (08103)                       | 26. Chardeny (08104)                      | 27. Chatel-Chéhéry (08109)          |
| 28. Chevières (08120)                       | 29. Chuffilly-Roche (08123)               | 30. Condé-lès-Autry (08128)         |
| 31. Contreuve (08130)                       | 32. Cornay (08131)                        | 33. Coulommes-et-Marqueny (08134)   |
| 34. Dricourt (08147)                        | 35. Exermont (08161)                      | 36. Falaise (08164)                 |
| 37. Fléville (08171)                        | 38. Fossé (08176)                         | 39. Germont (08186)                 |
| 40. Givry (08193)                           | 41. Grandham (08197)                      | 42. Grandpré (08198)                |
| 43. Grivy-Loisy (08200)                     | 44. Guincourt (08204)                     | 45. Harricourt (08215)              |
| 46. Hauviné (08220)                         | 47. Imécourt (08233)                      | 48. Jonval (08238)                  |
| 49. La Berlière (08061)                     | 50. La Croix-aux-Bois (08135)             | 51. La Sabotterie (08374)           |
| 52. Lametz (08244)                          | 53. Landres-et-Saint-Georges (08246)      | 54. Lançon (08245)                  |
| 55. Le Chesne (08116)                       | 56. Leffincourt (08250)                   | 57. Les Alleux (08007)              |
| 58. Les Grandes-Armoises (08019)            | 59. Les Petites-Armoises (08020)          | 60. Liry (08256)                    |
| 61. Longwé (08259)                          | 62. Louvergny (08261)                     | 63. Machault (08264)                |
| 64. Manre (08271)                           | 65. Marcq (08274)                         | 66. Marquigny (08278)               |
| 67. Mars-sous-Bourcq (08279)                | 68. Marvaux-Vieux (08280)                 | 69. Mont-Saint-Martin (08308)       |
| 70. Mont-Saint-Remy (08309)                 | 71. Montcheutin (08296)                   | 72. Montgon (08301)                 |
| 73. Monthois (08303)                        | 74. Mouron (08310)                        | 75. Neuville-Day (08321)            |
| 76. Noirval (08325)                         | 77. Nouart (08326)                        | 78. Oches (08332)                   |
| 79. Olizy-Primat (08333)                    | 80. Pauvres (08338)                       | 81. Quatre-Champs (08350)           |
| 82. Quilly (08351)                          | 83. Rilly-sur-Aisne (08364)               | 84. Saint-Clément-à-Arnes (08378)   |
| 85. Saint-Juvin (08383)                     | 86. Saint-Lambert-et-Mont-de-Jeux (08384) | 87. Saint-Loup-Terrier (08387)      |
| 88. Saint-Morel (08392)                     | 89. Saint-Pierre-à-Arnes (08393)          | 90. Saint-Pierremont (08394)        |
| 91. Saint-Étienne-à-Arnes (08379)           | 92. Sainte-Marie (08390)                  | 93. Sainte-Vaubourg (08398)         |
| 94. Saulces-Champenoises (08401)            | 95. Sauville (08405)                      | 96. Savigny-sur-Aisne (08406)       |
| 97. Semide (08410)                          | 98. Semuy (08411)                         | 99. Senuc (08412)                   |
| 100. Sommauthe (08424)                      | 101. Sommerance (08425)                   | 102. Sugny (08431)                  |
| 103. Suzanne (08433)                        | 104. Sy (08434)                           | 105. Séchault (08407)               |
| 106. Tailly (08437)                         | 107. Tannay (08439)                       | 108. Termes (08441)                 |
| 109. Terron-sur-Aisne (08443)               | 110. Thénorgues (08446)                   | 111. Toges (08453)                  |
| 112. Tourcelles-Chaumont (08455)            | 113. Tourteron (08458)                    | 114. Vandy (08461)                  |
| 115. Vaux-Champagne (08462)                 | 116. Vaux-en-Dieulet (08463)              | 117. Vaux-lès-Mouron (08464)        |
| 118. Verpel (08470)                         | 119. Verrières (08471)                    | 120. Voncq (08489)                  |
| 121. Vouziers (08490)                       | 122. Vrizy (08493)                        | 123. Écordal (08151)                |